# Grünes Band Österreich
Das Grüne Band Österreich ist eine Kette von Naturschutzgebieten entlang des ehemaligen Eisernen Vorhangs in Österreich sowie an der österreichisch-slowenischen Grenze und erstreckt sich auf fast 1.300 km von Oberösterreich, Niederösterreich, Burgenland, Steiermark bis nach Kärnten. Dazu gehören neben den grenzüberschreitenden Nationalparks Thayatal und Nationalpark Neusiedler See-Seewinkel zahlreiche weitere Naturparks und Naturschutzgebiete entlang der Staatsgrenze. Diese verdanken allerdings in dem Abschnitt zwischen den Dreiländerecken Österreich – Slowenien – Ungarn und Österreich – Slowenien – Italien, anders als bei den anderen Abschnitten des Grünen Bandes Österreich, ihre Existenz nicht einer kilometerbreiten Sperrzone auf der slowenischen Seite der Grenze.
Der Naturschutzbund Österreich widmet sich dem Schutz der durch die Sperrzone am Eisernen Vorhang jahrzehntelang unberührten Natur an der Grenze zu Tschechien, der Slowakei und Ungarn und fungiert als National Focal Point des Grünen Bandes Europa für Österreich. Es ist ein Teil des 2006 gestarteten INTERREG-Programms „Green Belt – Protection and valorisation of the longest habitat system in Europe“, an dem sich acht Länder beteiligen. Der Naturschutzbund ist aber auch dafür zuständig, dass der Biotopverbund zwischen der Ostsee und der Adria an der österreichisch-slowenischen Grenze (wie an Österreichs Grenzen im Norden und im Osten) möglichst keine Lücken aufweist.